# Arnold Mononutu
Arnoldus Isaac Zacharias Mononutu né le 4 décembre 1896 à Manado et mort le 5 septembre 1983 à Jakarta, est un politicien et nationaliste indonésien.

## Biographie
Il a été Ministre de l'Information de 1949 à 1950, puis de 1951 à 1953. Il est ensuite devenu le premier Ambassadeur d'Indonésie en Chine, ainsi que le troisième Recteur de l'Université Hasanuddin. Membre du Parti national indonésien, Mononutu a également été impliqué dans la lutte pour l'indépendance de l'Indonésie,,. Ayant acquis son sens du nationalisme au cours de ses études post-secondaires aux Pays-Bas. En 2020, il a reçu à titre posthume le titre honorifique de Héros national d'Indonésie.